# Il ritorno del gatto col cappello
(Il Gatto con il Cappello)
Il ritorno del gatto col cappello è un libro per bambini scritto dal Dr. Seuss pubblicato nel 1958 e tradotto da Anna Sarfatti. È il seguito del libro Il gatto col cappello.

## Trama
In un giorno di inverno, Sally e suo fratello sono intenti a spalare la neve via dal vialetto, quando arriva il Gatto col Cappello. I due fratelli cercano in tutti i modi di scacciare via il gatto ma non ci riescono. Il Gatto, per cercare di aiutare i due fratelli, tirerà fuori un sacco di piccoli aiutanti che li assomigliano moltissimo.

## Curiosità
- In questo libro, il pesce rosso e Coso 1 e Coso 2 non appaiono.
- Inizialmente si era pianificato un adattamento cinematografico , che fungesse da sequel al film del 2003 dedicato al personaggio, ma dopo le recensioni e le critiche contrastanti del film , il progetto fu annullato.